# Rheinisches Bildarchiv

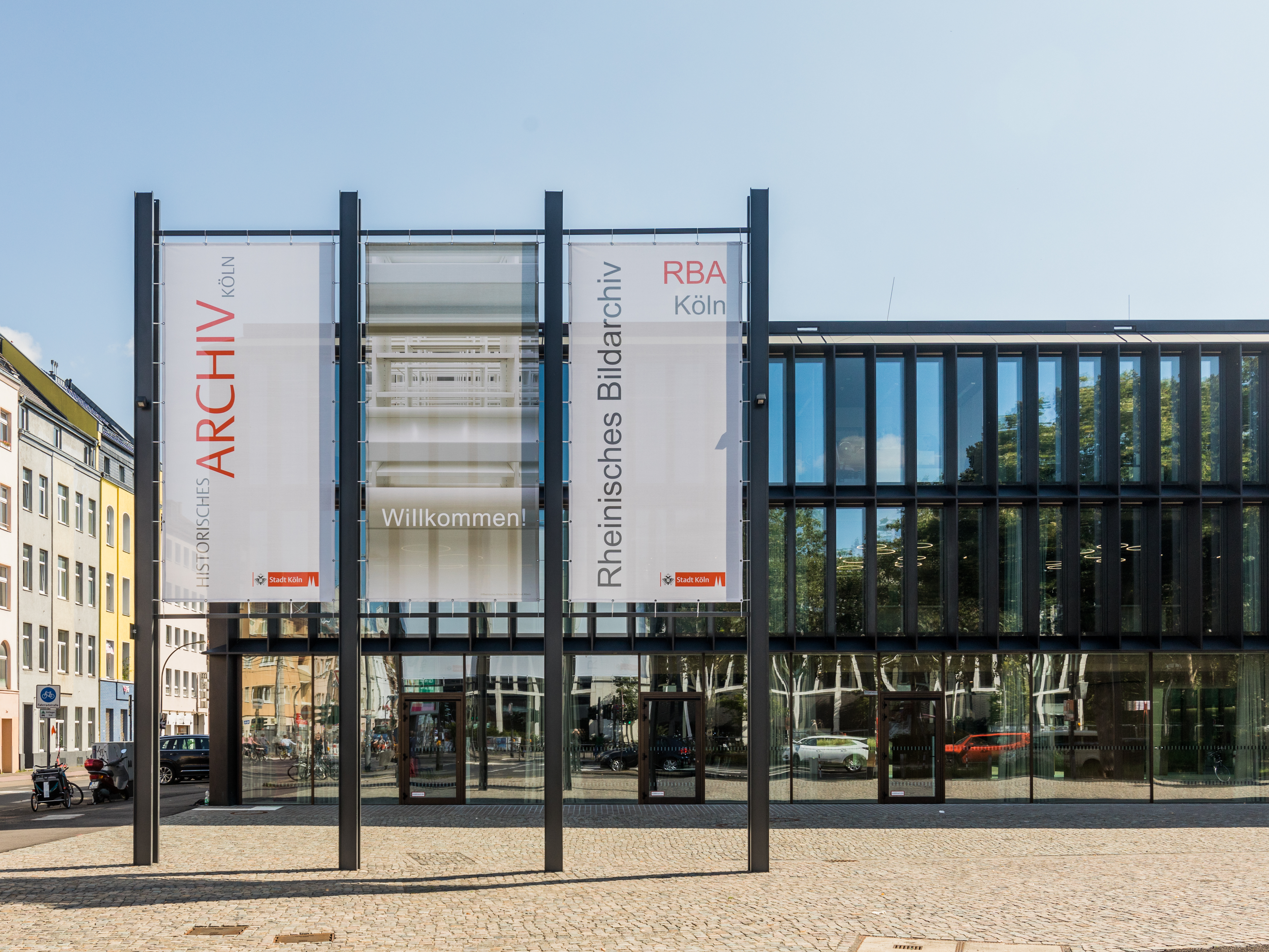
Archivgebäude Eifelwall, Sitz des Rheinischen Bildarchivs und des Historischen Archivs der Stadt Köln seit Sommer 2021

Das Rheinische Bildarchiv (RBA) ist eines der großen öffentlichen kunsthistorischen Bildarchive in Deutschland und bietet mit seinen etwa 5,5 Millionen analogen und digitalen Bildern eine umfangreiche, wissenschaftlich erschlossene Grundlage für Forschung und Wissenschaft wie auch kommerzielle Bildverwerter und private Nutzer. Es ist Dienstleister der Stadt Köln für anspruchsvolle fotografische Sachaufnahmen von Kunst und Architektur in Köln.

## Geschichte
Das Archiv wurde im Mai 1926 als Abteilung des Rheinischen Museums in Köln-Deutz auf Anregung des damaligen Kölner Oberbürgermeisters Konrad Adenauer gegründet. Seit 1953 übernahm die Provinzialverwaltung den Ausgleich des defizitären Haushalts. Seit dem Jahr 1955 war das Rheinische Bildarchiv im Kölnischen Stadtmuseum untergebracht, 1974 wurde es der Kunst- und Museumsbibliothek der Stadt Köln organisatorisch angegliedert. Von 2012 bis Ende 2023 war dem Kulturdezernenten bzw. der Kulturdezernentin unterstellt. Im Januar 2013 wurde im Internet der private Zugang zu etwa 400.000 Fotos freigeschaltet.
Seit seiner Gründung gehören zum RBA Fotografen und eine FotoMedienWerkstatt, die fotografische Dienstleistungen erfüllen. In den ersten Jahrzehnten, speziell in den 1930er Jahren, leisteten die Fotografinnen des RBA auch Architekturdokumentation in Köln und im gesamten Rheinland; ein großer Teil der Fotobestände sind Sachaufnahmen von Kunstwerken in den und für die Kölner Museen. In gleichem Maß wie die Kölner Museen Kunst unterschiedlichster Länder und Epochen von internationalem Rang anbieten, spiegelt der Bildbestand des RBA einen Ausschnitt des internationalen Kunstgeschehens für fast ein ganzes Jahrhundert wider. Zusätzlich dokumentieren die Fotografinnen des RBA etwa seit den 1960er Jahren auch immer wieder Veranstaltungen, wie Empfänge, Ausstellungseröffnungen oder Besuche hochgestellter Persönlichkeiten in der Stadt. Hinzu kommt ein umfassender Bestand Architekturaufnahmen aus Köln und dem Rheinland, die zum Teil von den eigenen Fotografinnen erstellt wurden, zum Teil als Übernahmen aus anderen Bildarchiven. Ergänzend werden sukzessiv die aktuellen Fotodokumentationen aus dem Amt des Stadtkonservators in die Bestände eingearbeitet.
Anlässlich seines 90-jährigen Jubiläums im Jahr 2016 hat das Rheinische Bildarchiv eine ausführliche Chronik auf seinen Internetseiten veröffentlicht.
Zum Ersten Deutschen Digitaltag am 19. Juni 2020 wurde die virtuelle Ausstellung Fotografien für Köln und die Welt freigeschaltet, in der die Chronik des Rheinischen Bildarchiv illustriert durch zahlreiche Fotografien in der Deutschen Digitalen Bibliothek zugänglich gemacht wurde.
Im Juni 2011 entschied der Rat der Stadt Köln, das RBA gemeinsam mit dem Historischen Archiv der Stadt Köln in einen Neubau unterzubringen, dessen Fertigstellung 2021 erfolgte. Im Mai 2021 zogen die Verwaltung und im November 2021 der Archivbestand des Rheinischen Bildarchivs in den Archivneubau am Eifelwall 5 in Köln um. Die feierliche Eröffnung des Archivneubaus für das Historische Archiv der Stadt Köln und das Rheinische Bildarchiv fand am 3. September 2021 statt.
Zum 1. Januar 2023 wurde das Rheinische Bildarchiv als Sachgebiet 44/8 an das Historische Archiv der Stadt Köln angegliedert.
Die mit dem Kulturdezernat der Stadt Köln festgelegte Vereinbarung zwischen dem Historischen Archiv und dem Rheinischen Bildarchiv sichert eine dauerhafte Sichtbarkeit unter dem Namen Rheinischen Bildarchiv zu.
Die Arbeitsbereiche und Aufgaben werden nicht verändert, sondern es sollen strukturelle Synergien im gemeinsamen Gebäude und im Bereich der Verwaltungsstrukturen genutzt werden. Seit 2024 wird die gemeinsame Dienststelle unter dem Namen Historisches Archiv mit Rheinischem Bildarchiv Köln (HAStK-RBA) im Dezernatsplan geführt.

## Leitung
Die Leiter und Leiterinnen des Rheinischen Bildarchivs:
- Joseph Boymann (23. Juli 1894 – 11. Juni 1966), ab 1. Mai 1926 bis etwa 1942[3]
- Joseph Klersch, kommissarischer Leiter, 1945 bis August 1948
- Elisabeth Reiff (16. April 1911 – 2. August 1993), August 1948 bis 1976[4]
- Paul von Naredi-Rainer (geb. 1950), März 1976 bis September 1988[5]
- Michael Euler-Schmidt (geb. 1953), 1985/1986 vertretend während Studienjahr von Naredi-Rainer[6][7]
- Roswitha Neu-Kock (geb. 1946), 1989 bis 2007[8]
- Evelyn Bertram-Neunzig (geb. 1957), kommissarische Leiterin, 2008 bis Februar 2010[9]
- Johanna Gummlich (geb. 1969), vom 16. Februar 2010[10] bis April 2024.[11]
- Helena Weber (geb. 1985) seit 1. Januar 2025

## Fotorestaurierung
Am 1. Juli 1964 wird ein Labor für die Negativrestaurierung eingerichtet, das erste seiner Art in Deutschland.
Fotorestauratorinnen und Fotorestaurator: Gertrud Feruer angestellt.
- Gertrud Ferber (1964 bis 1970)
- Klaus Brendel (1970 bis 2012)
- Anna C. Wagner (seit 2012)[14]

## FotoMedienWerkstatt
Seit 1926 wurden eigene Fotokampagnen durch den Leiter Josef Boymann und die ersten Mitarbeitenden des Bildarchivs durchgeführt.
Die Aufnahmen wurden im eigenen Fotolabor entwickelt. Die erste Fotowerkstatt wurde am 1. Mai 1956 eingerichtet
Leitung:
- Anneliese Küppers (bis 1987)
- Helmut Buchen (1987 bis 2007)
- Michael Albers (seit 2007)[15]

## Bestand

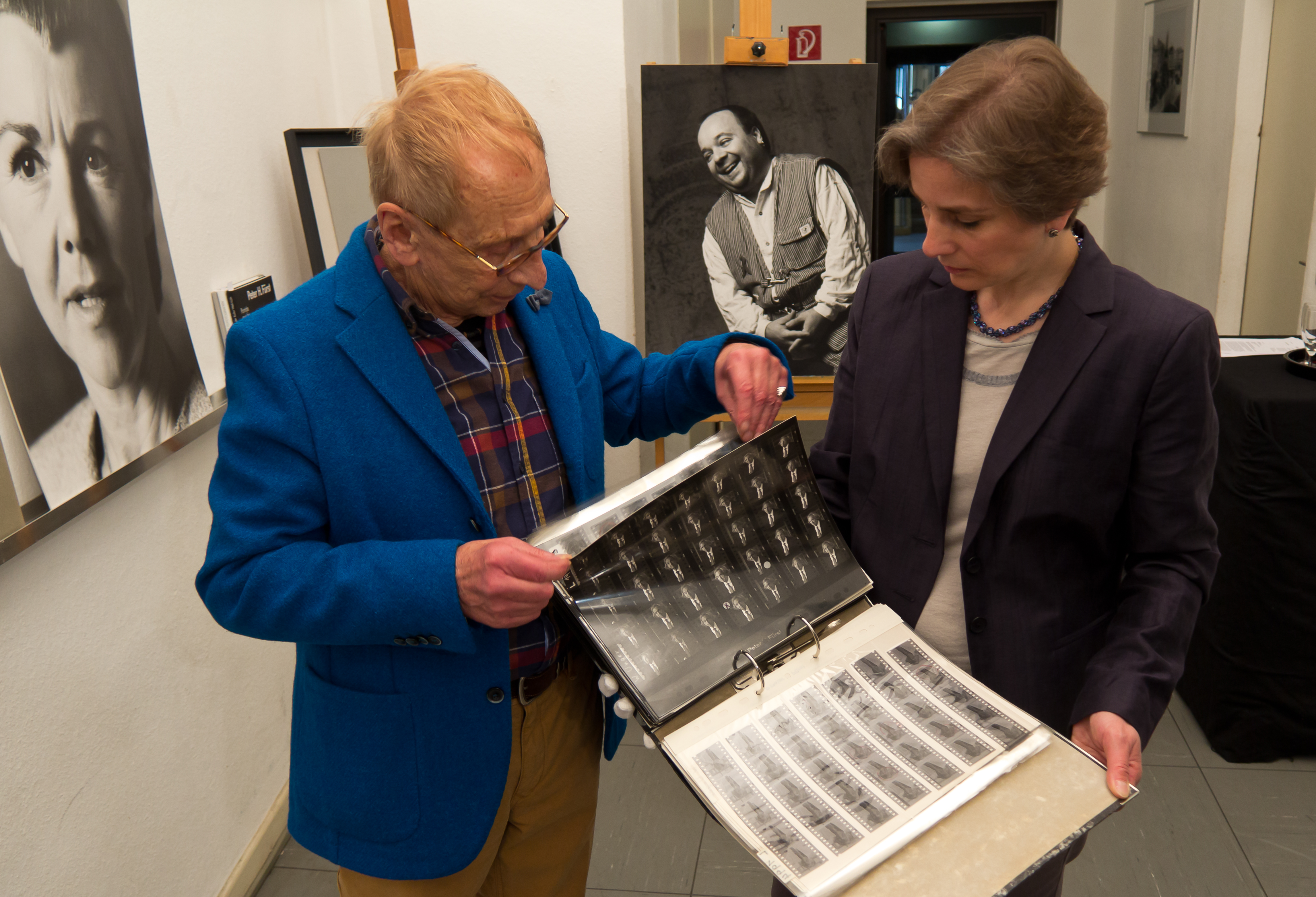
Übergabe einer Schenkung des Fotografen Peter H. Fürst an Johanna Gummlich-Wagner, Leiterin des Rheinischen Bildarchivs, im April 2014

Seit 1926 ist der Bestand auf etwa 5,5 Millionen Aufnahmen angewachsen – darunter zahlreiche Aufnahmen bekannter Kölner Fotografen wie:
- Theodor Creifelds
- Anselm Schmitz
- August Sander[17]
- August Kreyenkamp
- Hugo Schmölz
- Karl Hugo Schmölz
- Chargesheimer
- Peter H. Fürst[18]
- Jossi (Josef) Kaufmann[19]
- Karl-Heinz Hatlé[20]
- Manfred Wegener[21]

Unter den historischen Beständen befinden sich Glasnegative in den Formaten 9 × 12 Zentimeter, 13 × 18 Zentimeter, 18 × 24 Zentimeter und 24 × 30 Zentimeter. Die größten Glasnegative messen 90 × 70 Zentimeter. Von zahlreichen Glasnegativen wurden für den Microfichekatalog „Marburger Index“ Positivabzüge beziehungsweise Microfiches und später Microfiche-Digitalisate hergestellt. Schwarz/Weiß-Planfilmnegative liegen in den Formaten 9 × 12 Zentimeter, 13 × 18 Zentimeter, 18 × 24 Zentimeter und 24 × 30 Zentimeter vor. Dieser Bestand an Negativen wurde von Mitte der siebziger Jahre an um etwa 25.000 Color-Dias in Mittel- und Großformat ergänzt, die überwiegend Sachaufnahmen von Kunst und musealen Sammlungsobjekten, aber auch Architektur abbilden. Gleichzeitig wurde die Veranstaltungsdokumentation auf Farb-Kleinbildfilm umgestellt. 2007 erfolgte der Umstieg auf die Digitalfotografie. Seitdem wächst dieser Bestand stetig, wobei der Schwerpunkt auf Sachaufnahmen von Kunst- und Sammlungsobjekten in den städtischen Kölner Museen liegt.
Zusammen mit den von den eigenen Fotograf*innen erzeugten Beständen betreut das Rheinische Bildarchiv bedeutende Bestände der Kölner und Xantener Dombauarchive (heute Stiftsmuseum Xanten) und vom Amt des Kölner Stadtkonservators. Die Bestände des RBA wachsen außerdem durch die Übernahme von Beständen anderer Einrichtungen und Fotografen. So wurde auch das analoge Bildarchiv der KölnMesse GmbH mit mehr als vier Millionen Negativen und Dias übernommen. Eine Negativrestauratorin betreut die RBA-Bestände konservatorisch und bereitet restaurierungsbedürftige Negative für die Nutzung vor. Die Art der Aufbewahrung strebt optimale Bedingungen für die Bewahrung der Bildbestände an und folgt gleichzeitig immer auch dem Prinzip, dass deren Zugänglichkeit für die Nutzung gewährleistet sein muss, da die Herstellung von Handabzügen und digitalen Reproduktionen im Kundenauftrag zur alltäglichen Arbeit des RBA gehört.

### Einzelbestände
- Dombauverwaltung Köln: 3.200 Glasnegative
- Stiftsmuseum Xanten (früher Dombau-Archiv Xanten): 7.525 Glas- und Filmnegative
- Rheinisches Amt für Denkmalpflege: 3.743 Aufnahmen
- Stadt Köln, Amt des Stadtkonservators: 13.226 Glasnegative, mehr als 8.000 Filme, stetig wachsend
- Verein der Freunde des Wallraf-Richartz-Museums und des Museum Ludwigs: 1.034 Glasnegative
- Museum Ludwig, Köln: 105 Glasnegative (Köln-Reportagen), rund 40.000 Filmnegative (Nachlass Chargesheimer)
- Kölnisches Stadtmuseum: 27.000 Glas- und Filmnegative
- Museum für Ostasiatische Kunst, Köln: 9.450 Glas- und Filmnegative
- Märkisches Museum, Witten: 2 Glasnegative (70 × 90 cm)
- Kölnmesse GmbH, Köln: 4 Millionen Negative und Dias im Kleinbild- und Mittelformat.

## Nutzung

Eines der Fotos: Hansaplatz – Kunstgewerbemuseum und Schnütgen-Museum, rechts der Hansaplatz (um 1910)

Am 30. Januar 2013 hat die Stadt Köln die wissenschaftliche Bilddatenbank „Kulturelles Erbe Köln“ freigeschaltet, die im Februar 2025 ungefähr 850.000 Fotos von etwa 257.000 Objekten, Ausstellungen und Ereignissen umfasste. Ein thematischer Schwerpunkt der Bilddatenbank liegt auf den Kölner Museen und Sammlungen. Neben Fotografien von Kunstwerken und anderen Objekten aus den Sammlungen gibt es auch Bilder von Ausstellungseröffnungen, von Präsentationen der Objekte und Fotos von wichtigen Ereignissen in den städtischen Häusern. Weitere Schwerpunkte bilden die Aufnahmen verschiedener Fotograf*innen und Architekturdokumentationen.
Die Objektbeschreibungen wurden in den Kölner Museen und Sammlungen sowie vom Rheinischen Bildarchiv erarbeitet. Nutzende der Bilddatenbank können mit der Kommentarfunktion unterhalb der Objektbeschreibungen Anmerkungen verfassen, die das Rheinische Bildarchiv an die entsprechende Sammlung weiterleitet.
„Kulturelles Erbe Köln“ ist objektzentriert aufgebaut, der Standardsuchschlitz mit Vorschlagsfunktion und die „Erweiterte Suche“ bieten zahlreiche Einstiege für das Suchen. Über die Suchfunktion, Filter und den Rubriken „Kölner Sammlungen“, „Ausstellungen“ und „Projekte“ kann gezielt auf Ausschnitte der Gesamtdatenbank zugegriffen werden.
Darüber hinaus können Bildrecherchen und Bildbestellungen im Lesesaal des Historischem Archiv mit Rheinischem Bildarchiv am Eifelwall 5 in Köln durchgeführt werden. Im Lesesaal stehen ca. 35.000 Originalfotografien auf Karton aufgezogen zur direkten Recherche zur Verfügung. Darüber hinaus gibt es hier mit persönlicher Unterstützung den Online-Zugriff auf die Bilddatenbank und den Microfichekatalog „Marburger Index“.
Das Rheinische Bildarchiv bietet an:
- Neuaufnahmen insbesondere aus den städtischen Museen und Sammlungen im Auftrag
- Fotodienstleistungen zu den eigenen Beständen
- Bildrecherche im Auftrag
- Einsichtnahme in das Positivarchiv (über 300.000 Schwarzweiß-Abzüge)
- Konsultation der Archivbestände für wissenschaftliche Zwecke

## Sonderausstellungen
- Der unbekannte Dom, 1978
- Bankgebäude in Köln – damals und heute, Januar – März 1992, in der Commerzbank Hauptfiliale Köln
- Sülz in Köln, 29. April – 20. Mai 1992, in der Commerzbank, Filiale Köln-Sülz
- Mal was anderes – Freie Fotografien von Fotografen des Rheinischen Bildarchivs in Köln, 26. Januar bis 28. Februar 1993, im Kölnischen Stadtmuseum
- Der Stadtteil Weidenpesch, 1994, in der Commerzbank Köln-Weidenpesch
- August Kreyenkamp, 1995/1996, im Kölnischen Stadtmuseum
- Köln 1970 / 1995. Fotografien von Chargesheimer und Wolfgang Vollmer, 1997
- Köln vor hundert Jahren – Alte Fotografien in historischer Technik. Wiederbelebt von Bernd Rodrian in Zusammenarbeit mit dem Rheinischen Bildarchiv, ab 16. September 1999
- Zwischen Einfühlung und Objektivität: Die Fotografien der Kölner Domskulpturen von Karl Hugo Schmölz. Aufnahmen von 1945/47, 26. August 2001 – 12. Januar 2002, im Rheinischen Bildarchiv
- August Kreyenkamp. Italienfotografien 1927–1938, bis 19. Februar – 17. Mai 2002, verlängert bis 11. Oktober 2002, im Rheinischen Bildarchiv
- Eifelbilder. Fotografien von Heinrich Pieroth (1893–1964), 3. Dezember 2002 – 30. Mai 2003, im Rheinischen Bildarchiv
- Eifelbilder. Fotografien von Heinrich Pieroth (1893–1964), 7. September – 5. Oktober 2004, in der Stadtsparkasse Mayen
- Schätze der Stadt: „Was ist das Original?“, 21. September – 26. September 2010, in der Visual Gallery 2010 im Rahmen der Photokina
- Retrospektiv Köln 1945 – 1967- 28. November 2013 bis 28. Februar 2014 Eine Ausstellung der Universitäts- und Stadtbibliothek Köln mit dem Rheinischen Bildarchiv und weiteren Archiven aus Köln.
- 90 Jahre Rheinisches Bildarchiv. Fotografien für Köln und die Welt, 10. bis 20. November 2016, Kunsthaus Rhenania Köln Geschichte des Rheinisches Bildarchives
- schanzenstrasse 4.0. Die Industrieareale rund um die Schanzenstraße, 14. September bis 31. Oktober 2018, schaelpic photokunstbar
- Ola Kolehmainen. Cathedral of Light 13. April bis 19. Juni 2019 im Rahmen des Photoszenefestivals Projekt "Artists meets Archive" in der Galerie Kaune Contemporary
- KÖLN AM RHEIN ODER:VON ZEIT ZU ZEIT 4. August bis 15. Dezember 2019 Eine Ausstellung des KÖLNISCHEN STADTMUSEUMS in Kooperation mit dem Rheinischen Bildarchiv, Fotografien von Hugo und Karl-Hugo Schmölz, Michael Albers, Helmut Buchen, Wolfgang Meyer und Marion Mennicken
- Philipp Goldbach. Image Cycle, 21.05. – 13.06.2021 im Rahmen des Photoszenefestivals 2021 / Projekt "Artist Meets Archive" (AMA#2) in der Galerie Kaune Contemporary
- Chargesheimer fotografiert Jazz, 20. Mai bis 4. September 2022, Kuratorin Dr. Evelyn Bertram-Neunzig Chargesheimer fotografiert Jazz, 20. Mai bis 4. September 2022, Kuratorin Dr. Evelyn Bertram-Neunzig ()
- Lilly Lulay: Ghosts@Work, 12.5.-11.6. 2023 im Rahmen des Photoszenefestivals Projekt "Artist Meets Archive", Rheinisches Bildarchiv zu Gast in der Handwerkskammer zu Köln
- Fotografen sehen Köln. Glasnegative 1870-1960 aus dem Rheinischen Bildarchiv, 27. Mai 2023 bis 3. September 2023, Kuratorin Dr. Johanna Gummlich
- mit dem Historischen Archiv der Stadt Köln: M’r welle en neu Stadt baue – Kölns Aufbruch in die Moderne[23]

## Virtuelle Ausstellungen
- Fotografien für Köln und die Welt. Die Geschichte des Rheinischen Bildarchivs in der Deutschen Digitalen Bibliothek (Ausbildungsprojekt 2020)
- Chargesheimer fotografiert Jazz in der Deutschen Digitalen Bibliothek (Ausbildungsprojekt 2022)
- Hatlé 3D in der Deutschen Digitalen Bibliothek (Ausbildungsprojekt 2023)
- Fotografen sehen Köln. Glasnegative 1875-1960 aus dem Rheinischen Bildarchiv (Ausbildungsprojekt 2023)

## Auszeichnungen
- Kölner Architekturpreis 2024[24]